# Callistemon polandii
Callistemon polandii är en myrtenväxtart som beskrevs av Frederick Manson Bailey. Callistemon polandii ingår i släktet lampborstar, och familjen myrtenväxter. Inga underarter finns listade i Catalogue of Life.

## Bildgalleri

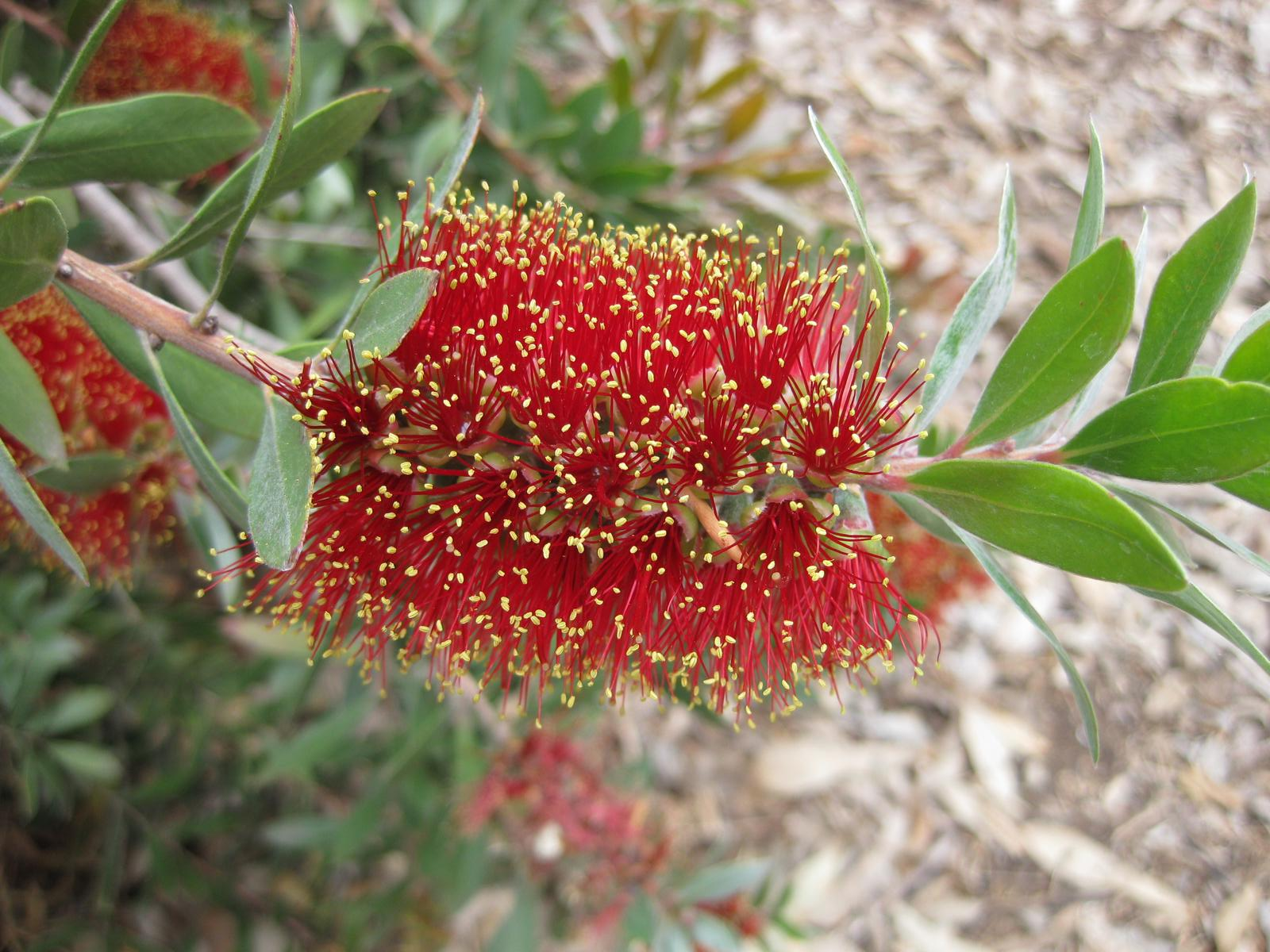